# Дрен (община Прилеп)
Вижте пояснителната страница за други значения на Дрен.
Дрен (на македонска литературна норма: Дрен) е село в южната част на Северна Македония, община Прилеп.

## География
Селото е разположено в подножието на планината Дрен, югоизточно от общинския център Прилеп.

## История
В XIX век Дрен е село в Прилепска кааза, Мориховска нахия на Османската империя. Манастирът „Свети Илия“ е от XIX век. В „Етнография на вилаетите Адрианопол, Монастир и Салоника“, издадена в Константинопол в 1878 година и отразяваща статистиката на населението от 1873 година, Дрен (Dren) е посочено като село с 32 домакинства и 128 жители българи.
Според статистиката на Васил Кънчов („Македония. Етнография и статистика“) от 1900 година Дрѣнъ има 240 жители, всички българи християни.
На Етнографската карта на Битолския вилает на Картографския институт в София от 1901 година Дрен е чисто българско село в Прилепската каза на Битолския санджак с 34 къщи.
В началото на XX век българското население на селото е под върховенството на Българската екзархия. По данни на секретаря на екзархията Димитър Мишев („La Macédoine et sa Population Chrétienne“) през 1905 година във Дрян има 240 българи екзархисти и работи българско училище.
Според преброяването от 2002 година селото има 10 жители, всички северномакедонци.

## Личности
Родени в Дрен
- Цветко Божин, българин, православен, арестуван преди април 1904 година, обвинен в „запалване на къщата на Бехлуман ага, един от земевладелците в прилепското село Царевик, отвличане на жена му и убийство на иконома му Осман ага“, осъден от Извънредния съд на 4 години каторга, лежал в Битолския затвор, амнистиран с общата амнистия от 12 април 1904 година[7]